# Jules Pascin
Jules Pascin [žyl passén], rodným jménem Julius Mordecai Pincas (31. březen 1885, Vidin – 5. červen 1930, Paříž) byl bulharsko-americký malíř, kreslíř a karikaturista židovského původu, který velkou část života žil a tvořil ve Francii. Proslul zejména svými obrazy prostitutek.

## Život
Vystudoval umění v Mnichově, kde začal také publikovat své první karikatury v časopisech Lustige Blätter a Simplicissimus. Jméno si změnil na Pascin roku 1905, na přání své rodiny, která odmítala jeho bohémský životní styl. Ve stejném roce odjel z Mnichova do Paříže, kde se rychle stal symbolem prostopášného života bohémy na Montparnassu. Aby se vyhnul povinnosti narukovat do první světové války, odjel do Spojených států, kde žil zejména na jihu USA. Roku 1920 získal americké občanství, o rok později se však vrátil do Paříže. Namaloval cyklus biblických kreseb, avšak více se proslavil následujícím cyklem maleb a kreseb žen, zejména prostitutek. Roku 1930, ač finančně úspěšný, se oběsil, zmítán depresemi a alkoholismem.
Francouzský komiksový kreslíř Joann Sfar vytvořil na motivy Pascinova bohémského života komiks.

## Galerie

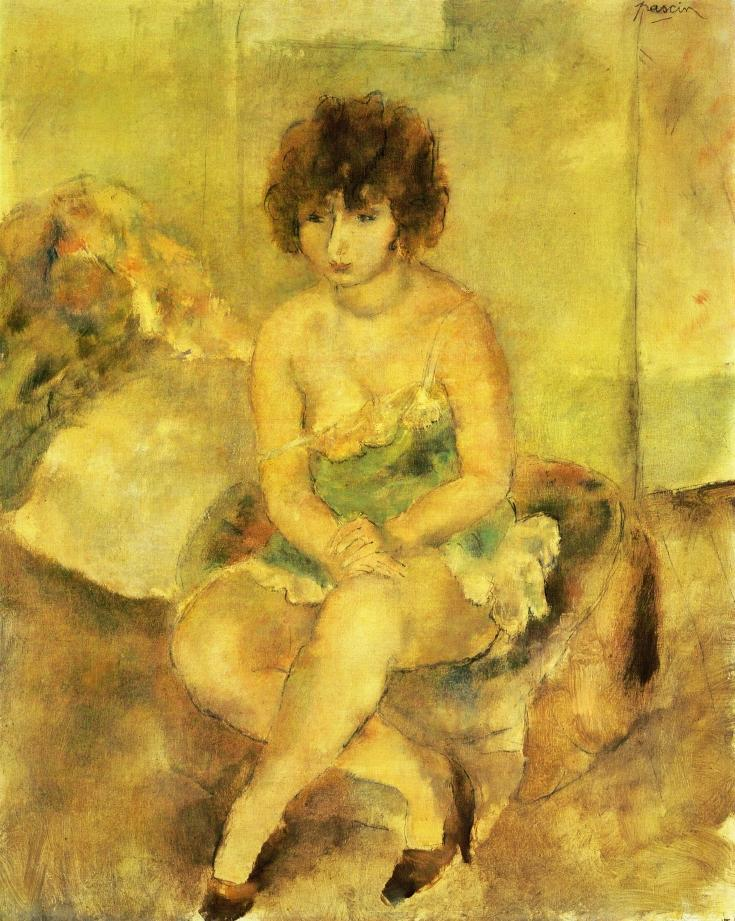
Portrét Lucie Krohgové
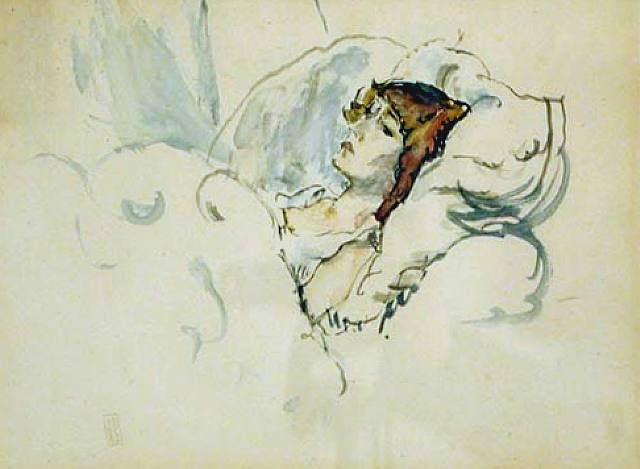
Hermína v posteli
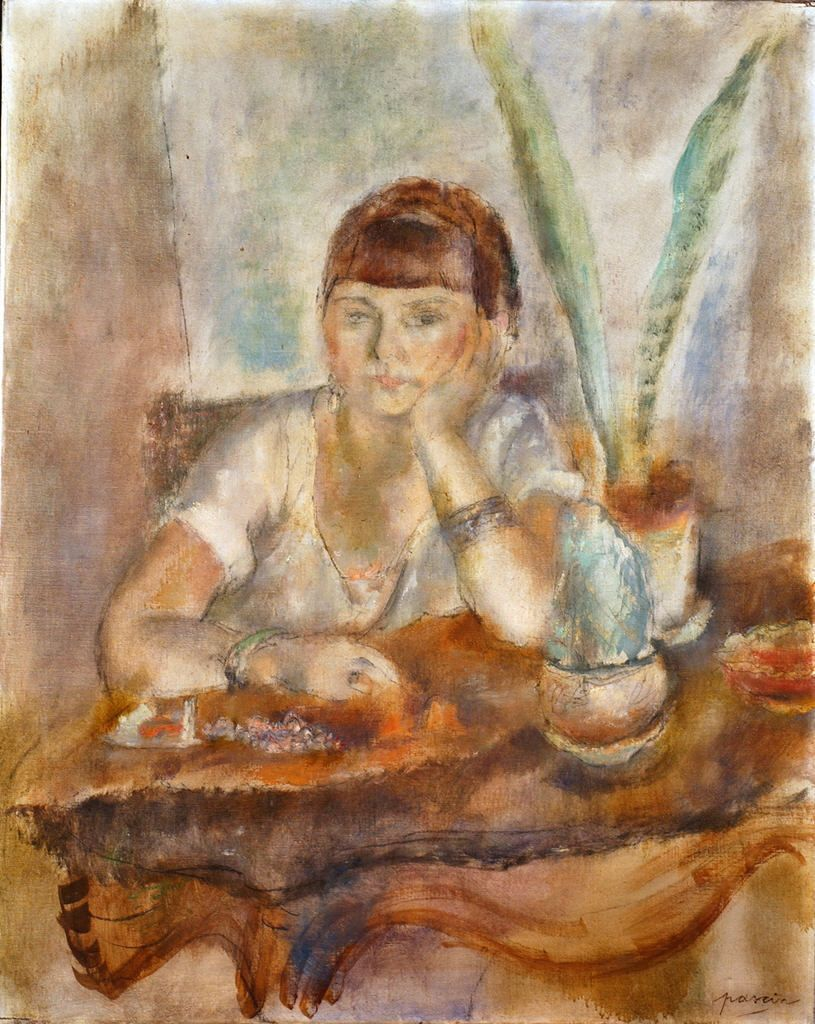
Portrét Mimi Laurentové
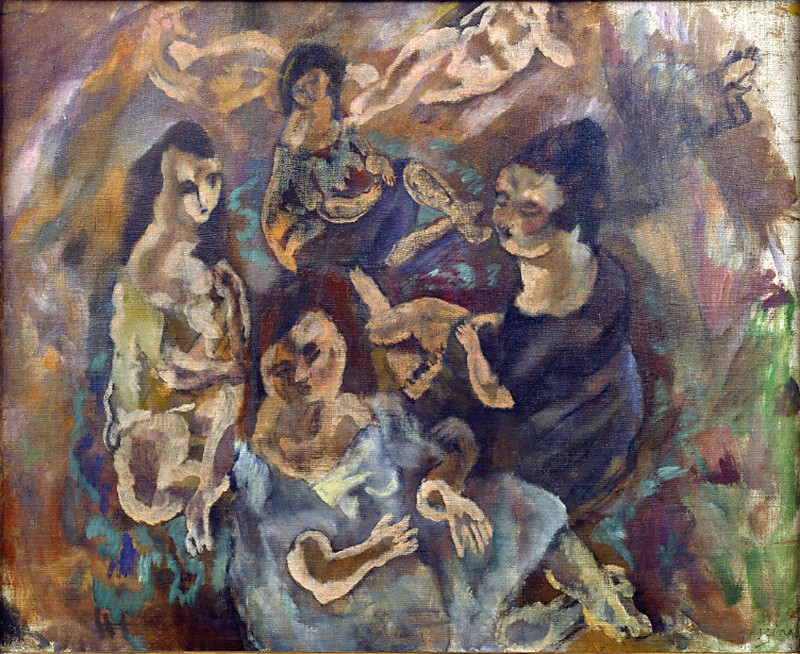
Malé Američanky